# Søvik
Søvik – wieś położona w gminie Haram, w regionie Møre og Romsdal, w Norwegii. W 2009 roku na obszarze 0,74 km² zamieszkiwało 636 osób.